# Ivan Federico
Ivan Federico (Caluso, 20 marzo 1999) è uno skater italiano.

## Biografia
È stato il primo skater italiano a vincere l'oro agli X Games conseguito a Minneapolis nel 2019. Ha rappresentato l'Italia ai Giochi olimpici estivi di Tokyo 2020 nello skateboard.